# ایکوزاپنتانوییک اسید
 ایکوساپنتانوییک اسید (به انگلیسی: Eicosapentaenoic acid) اسید چرب با فرمول شیمیایی C20H30O2 و یکی از اسیدهای چرب امگا 3 است. 

## امگا 3
سه اسید چرب تشکیل‌دهنده خانواده امگا-3 عبارتند ازآلفا-لینولنیک اسید (ALA)، ایکوساپنتائنوئیک اسید(EPA) و دوکوزاهگزائنوئیک اسید(DHA). آلفا- لینولنیک اسید (ALA) در گردو و برخی از انواع گیاهان یافت می‌شود. دو اسید چرب دیگر، یعنی ایکوساپنتائنوئیک اسید (EPA) ودوکوزاهگزائنوئیک اسید (DHA) در ماهی همچون سالمون و از جمله در روغن و مکمل‌های ماهی وجود دارد. اسیدهای چرب n-۳(کربن سوم سیر نشده)، که از نظر تغذیه‌ای بسیار مهمند آلفا-لینولنیک اسید(ALA)، دوکوساهگزانوییک اسید (DHA) و ایکوساپنتانوییک اسید (EPA) می‌باشند که همگی دارای غیراشباعیت چندگانه هستند. بدن انسان توانایی ساختن و سنتز کردن اسیدهای چرب n-۳ را از مولکولهای دیگر ندارد، اما می‌تواند از زنجیره ۱۸ کربنی ALA، زنجیره بلند ۲۰و۲۲ کربنی اسیدهای چرب EPA و DHA را تشکیل دهد.